# Petra van Schaik
Petronella van Schaik, coniugata Weeda, detta Petra (Rotterdam, 10 aprile 1967), è un'ex cestista olandese.

## Carriera
Con i Paesi Bassi ha disputato due edizioni dei Campionati europei (1985, 1989).